# 掌脉蝇子草
掌脉蝇子草（学名：Silene asclepiadea），为石竹科蝇子草属下的一个植物种。